# 传热
热传（heat transfer）有三种方式：
- 热传导（heat conduction）：一个分子向另一个分子传递振动能，使热能从高温向低温部分转移。各种材料的热传导性能不同，传导性能好的，如金属，还包括了自由电子的移动，所以传热速度快，可以做热交换器材料；传导性能不好的，如石棉，可以做热绝缘材料。
- 熱對流（heat convection）：是指由于流体的宏观运动而引起的流体各部分之间发生相对位移，冷热流体相互掺混所引起的热量传递过程。不同的温度导致引起系统的密度差是造成对流的原因。对流传导因为牵扯到动力过程，所以比直接传导迅速。
- 熱輻射（heat radiation）：是直接通过電磁波辐射向外发散热量，传导速度取决于热源的绝对温度，温度越高，辐射越强。

根据传热的方式和工艺要求，设计热交换器，几乎各种化学工业都有热交换过程，需要各种热交换器。

## 熱傳分析
热传递以其所有模式（即传导，对流和辐射）发生，一般运输方程的微分形式如下：
| {\displaystyle {\frac {\partial {(\rho \phi )}}{\partial t}}+{div\,(\rho u\phi )}={div\,(k\,grad\,\phi )}+{S_{\phi }}} | （1） |

可以通过有限差分法（FDM），有限体积法（FVM）和有限元素法（FEM）获得上述方程的数值解。为了进行传热分析，将等式（1）中的标量函数ф替换为温度（T），将扩散系数Γ替换为导热系数k和源项{\displaystyle S_{\phi }}由发热项e或任何热辐射源代替{\displaystyle Q_{i}}或两者兼而有之（取决于可用来源的性质），并且针对不同情况存在不同形式的方程式。为了简单和容易理解，仅讨论了一维情况。
可以通过以下两种方式对物體进行传热分析
1. 稳态热分析
2. 瞬态热分析

#### 稳态热分析
稳态热分析包括以下类型的控制微分方程。
情况1 ：一般稳态导热方程。
在这种情况下，控制微分方程（1）变为：
{\displaystyle {div\,(\rho uT)}={div\,(k\,grad\,T)}+{S_{T}}\,}
情况2 ：稳态热传导方程（不產生热量）
在这种情况下，控制方程（1）变为：
{\displaystyle {div\,(\rho uT)}={div\,(k\,grad\,T)}\,}
情况3 ：稳态热传导方程（不产生热，不对流）
在这种情况下，控制微分方程（GDE）（1）变为：
{\displaystyle {div\,(k\,grad\,T)}=0\,}

#### 瞬态热分析
瞬态热分析包括以下类型的控制微分方程。
情况1 ：瞬态热传导
在这种情况下，控制微分方程（1）变为：
{\displaystyle {\frac {\partial {(\rho T)}}{\partial t}}+{div\,(\rho uT)}={div\,(k\,grad\,T)}+{S_{T}}\,}
情况2 ：瞬态热传导（不发热）
在这种情况下，控制微分方程（GDE）（1）变为：
{\displaystyle {\frac {\partial {(\rho T)}}{\partial t}}+{div\,(\rho uT)}={div\,(k\,grad\,T)}}
情况3 ：瞬态热传导（不产生热也没有对流）
在这种情况下，控制微分方程（GDE）（1）变为：
{\displaystyle {\frac {\partial {(\rho T)}}{\partial t}}={div\,(k\,grad\,T)}\,}

### 稳态传热分析中控制微分方程的离散化
考虑某物體厚度为L，发热为e，导热系数为k。將物體细分为M个相等的厚度区域{\displaystyle \Delta x} = x / T沿x方向，距一定間格分割為各節點，如图2所示。

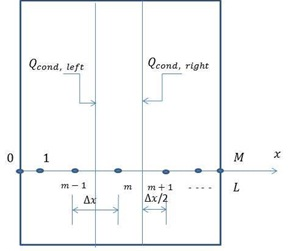
图2：平面壁一维传导有限差分公式的节点和体积单元

如图所示，x方向上的整个墙区域按元素划分，所有内部元素的大小相同，而外部元素的大小为一半。
现在，要获得内部节点的有限差分解，请考虑由节点m表示的元素，该元素被相邻节点m-1和m + 1包围。 有限差分技术假定墙壁中的温度线性变化（如图3所示）。
有限差分解决方案是（对于除0和最后一个节点之外的所有内部节点）：

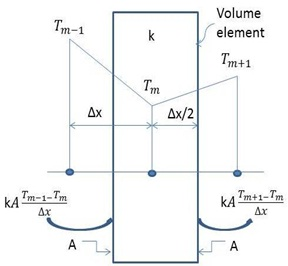
图3：有限差分公式中的线性温度变化

{\displaystyle {\frac {(T_{m-1}^{i}-2T_{m}^{n}+T_{m}^{i})}{\Delta {x}^{2}}}+{\frac {e}{k}}=0}

#### 边界条件
上式仅对内部节点有效。为了获得外部节点的解决方案，我们必须应用如下边界条件（如适用）。

##### 规定的热通量边界条件
{\displaystyle q_{0}A+kA{\frac {(T_{1}-T_{0})}{\Delta {x}}}+{\frac {e_{0}}{2}}A\Delta {x}=0}
边界绝缘时（q = 0）
{\displaystyle kA{\frac {(T_{1}-T_{0})}{\Delta {x}}}+{\frac {e_{0}}{2}}A\Delta {x}=0}

##### 对流边界条件
{\displaystyle hA{(T_{\infty }-T_{0})}+kA{\frac {(T_{1}-T_{0})}{\Delta {x}}}+{\frac {e_{0}}{2}}A\Delta {x}=0}

##### 辐射边界条件
{\displaystyle \epsilon \sigma A{(T_{sur}^{4}-T_{0}^{4})}+kA{\frac {(T_{1}-T_{0})}{\Delta {x}}}+{\frac {e_{0}}{2}}A\Delta {x}=0}

##### 对流和辐射联合边界条件
{\displaystyle hA{(T_{\infty }-T_{0})}+\epsilon \sigma A{(T_{sur}^{4}-T_{0}^{4})}+kA{\frac {(T_{1}-T_{0})}{\Delta {x}}}+{\frac {e_{0}}{2}}A\Delta {x}=0}
如图4所示，或当将辐射和对流传热系数组合时，上式如下：

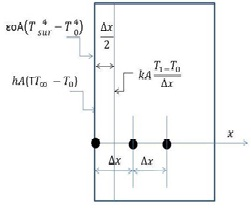
图4：平面壁左边界上对流和辐射相结合的有限差分公式的示意图

{\displaystyle hA_{combined}{(T_{\infty }-T_{0})}+kA{\frac {(T_{1}-T_{0})}{\Delta {x}}}+{\frac {e_{0}}{2}}A\Delta {x}=0\,}

##### 对流，辐射和热通量边界条件的组合
{\displaystyle q_{0}A+hA{(T_{\infty }-T_{0})}+\epsilon \sigma A{(T_{sur}^{4}-T_{0}^{4})}+kA{\frac {(T_{1}-T_{0})}{\Delta {x}}}+{\frac {e_{0}}{2}}A\Delta {x}=0}

##### 接觸面邊界条件
在非均質物體，如複合壁中，具有不同热物理特性的不同物質緊密接合在一起。假定两种不同的固体介质A和B完全接触，因此在节点m的界面处具有相同的温度（如图5所示）。

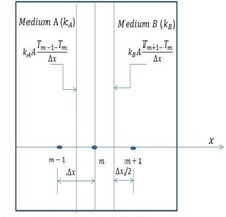
图5：两种具有完美热接触的介质A和B的界面边界条件的有限差分示意图

{\displaystyle k_{A}A{\frac {(T_{m-1}-T_{m})}{\Delta {x}}}+k_{B}A{\frac {(T_{m+1}-T_{m})}{\Delta {x}}}+{\frac {e_{A,m}}{2}}A\Delta {x}+{\frac {e_{B,m}}{2}}A\Delta {x}=0}
在上式中，
{\displaystyle q_{0}} =表示指定的热通量在{\displaystyle (W/m^{2})} ，
h =對流系数，
{\displaystyle h_{combined}} =對流和辐射的總純熱系数，
{\displaystyle T_{s}ur} =周圍表面的温度，
{\displaystyle T_{(}\infty )} =環境温度，
{\displaystyle T_{0}} =初始節點的溫度。 {\displaystyle T_{0}}到{\displaystyle T_{l}}之間的熱流關係，也可適用於{\displaystyle T_{l}}到{\displaystyle T_{2}}之間；將{\displaystyle T_{0}}到{\displaystyle T_{\infty }}之間的熱流串聯，便能得經過該複合牆面，從室外到室內的熱流。

### 瞬态传热分析中控制微分方程的离散化
瞬态热分析比稳定热分析更重要，因为该分析包括随时间变化的环境条件。在瞬态热传导中，温度随时间和位置而变化。如图6所示，瞬态热传导的有限差分法解除了空间離散以外，还需要时间步階离散。

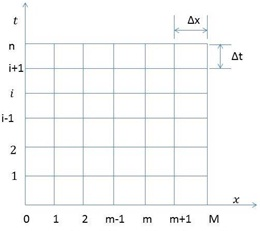
图6：有限差分随时间变化的问题涉及时间以及空间上的离散点

如图7所示，存在平面壁中一维传导有限差分法瞬态公式的节点和体积元素。

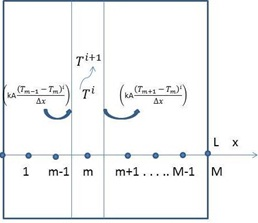
图7：平面壁一维瞬态有限差分公式的节点和体积元素

对于这种情况，方程式（1）的有限差分显式解如下：
{\displaystyle kA{\frac {(T_{m-1}^{i}-T_{m}^{i})}{\Delta {x}}}+kA{\frac {(T_{m+1}^{i}-T_{m}^{i})}{\Delta {x}}}+{e_{m}}A\Delta {x}=(\rho c_{p}\Delta xA){\frac {(T_{m}^{i+1}-T_{m}^{i})}{\Delta x}}}
上面的方程可以针对温度明确求解{\displaystyle (T_{m}^{i+1})}给
{\displaystyle {T_{m}^{i+1}}=\tau {(T_{m+1}^{i}-T_{m}^{i})}+{(1-2\tau )}T_{m}^{i}+\tau {\frac {(e_{m}\Delta {x}^{2})}{k}}}
此處，
{\displaystyle \tau ={\frac {(\alpha \Delta t)}{\Delta x^{2}}}\,}
和
{\displaystyle \alpha ={\frac {k}{\rho c_{p}}}\,}
这里， {\displaystyle \tau }代表细胞傅立叶号， {\displaystyle \alpha }代表热扩散率{\displaystyle c_{p}}代表恒压下的比热， {\displaystyle \Delta t}代表时间步长， {\displaystyle \Delta x}代表空间步长。
上面的等式对所有内部节点均有效，并找到第一个和最后一个节点的关系，应用边界条件（如适用），如稳态传热中所述。对于对流和辐射边界，如照射物體的太陽辐射 {\displaystyle q_{solar}} ，單位為 {\displaystyle (W/m^{2})} ，反照率常数K已知，与温度的关系如下：
{\displaystyle hA{(T_{\infty }^{i}-T_{0}^{i})}+\kappa Aq_{solar}=(\rho c_{p}\Delta xA){\frac {(T_{1}^{i}-T_{0}^{i})}{\Delta x}}}